# Rolf Døcker
Rolf Døcker född 6 december 1916 i Bergen, död 1994, var en norsk journalist, författare och teaterkritiker.
Han jobbade för Bergens Tidende under stora delar av sitt yrkesverksamma liv. Han skrev ett antal barn- och ungdomsböcker som till exempel: Marius, En delig søndag, Josefine och Å Maria.